# Dmenin (gmina)
Dmenin – dawna gmina wiejska istniejąca do 1954 roku w woj. łódzkim. Siedzibą władz gminy był Dmenin.
Gmina Dmenin powstała za Królestwa Polskiego w powiecie noworadomskim w guberni piotrkowskiej z obszaru zniesionych gmin Dziepułć i Smotryszów. 
W okresie międzywojennym gmina Dmenin należała do powiatu radomszczańskiego w woj. łódzkim. Po wojnie gmina zachowała przynależność administracyjną. Według stanu z dnia 1 lipca 1952 roku gmina składała się z 12 gromad: Biestrzyków Mały, Biestrzyków Wielki, Dmenin, Dziepółć, Kietlin, Kietlin kol., Kodrąb, Orzechówek, Smotryszów, Wola Malowana, Zakrzew Wielki i Zapolice.
Jednostka została zniesiona 29 września 1954 roku wraz z reformą wprowadzającą gromady w miejsce gmin. Po reaktywowaniu gmin z dniem 1 stycznia 1973 roku gminy Dmenin nie przywrócono, a jej dawny obszar wszedł głównie w skład gmin Kodrąb i Kobiele Wielkie.